# 紀元前712年
紀元前712年（きげんぜん712ねん）は、西暦（ローマ暦）による年。紀元前1世紀の共和政ローマ末期以降の古代ローマにおいては、ローマ建国紀元42年として知られていた。紀年法として西暦（キリスト紀元）がヨーロッパで広く普及した中世時代初期以降、この年は紀元前712年と表記されるのが一般的となった。

## 他の紀年法
- 干支 : 己巳
- 中国
  - 周 - 桓王8年
  - 魯 - 隠公11年
  - 斉 - 釐公19年
  - 晋 - 哀侯6年
  - 秦 - 寧公4年
  - 楚 - 武王29年
  - 宋 - 殤公8年
  - 衛 - 宣公7年
  - 陳 - 桓公33年
  - 蔡 - 桓侯3年
  - 曹 - 桓公45年
  - 鄭 - 荘公32年
  - 燕 - 繆侯17年
- 朝鮮
  - 檀紀1622年
- ユダヤ暦 : 3049年 - 3050年

## できごと

### 中国
- 滕侯・薛侯が魯に参朝して席次を争った。
- 鄭の荘公と魯の隠公が時来で会合した。
- 鄭・斉・魯の連合軍が許を攻撃した。許の荘公は衛に亡命した。
- 周の桓王が鄔・劉・蔿・邗の田土を鄭から召し上げ、代わりに蘇忿生の田土だった温・原・絺・樊・隰郕・欑茅・向・盟・州・陘・隤・懐を鄭に与えた。
- 息が鄭を攻めて敗れた。
- 鄭と虢の軍が宋を攻めてこれを破った。
- 魯の公子翬が隠公を寪氏の邸で殺害した。

## 死去
- 魯の隠公